# Volkswagen Group C
Volkswagen Group C — серия удлинённых автомобильных платформ немецкого автоконцерна Volkswagen Group для среднеразмерных автомобилей. На платформе также выпускались люксовые автомобили Audi. Первый автомобиль на платформе C — Audi 100, дебютировавший в 1969 году.

## C1
Платформа C1 (F104) выпускалась с 1969 по 1976 год. На платформе базировались:
- Audi 100 (1969—1976)

## C2
Платформа C2 (Typ 43) выпускалась с 1976 по 1984 год. На платформе базировались:
- Audi 100 (1976—1982)
- Audi 200 (1979—1983) (в США — Audi 5000)

## C3
Платформа C3 (Typ 44) выпускалась с 1983 по 1992 год. На платформе базировались:
- Audi 100 (в США — Audi 5000 (1983—1988), позднее — Audi 100) (в ЮАР — Audi 400)
- Audi 200 (1985—1990) (в США — Audi 5000 (1983—1988), позднее — Audi 200) (в ЮАР — Audi 500)
- FAW Hongqi CA7200

## C4
Платформа C4 (Typ 4A) выпускалась с 1991 по 1997 год. На платформе базировались:
- Audi 100 (1991—1994)
- Audi S4 (UrS4) (1991—1994)
- Audi A6 (1994—1997)
- Audi S6 (UrS6) (1994—1997)

## C5
Платформа C5 выпускалась с 1997 по 2004 год. На платформе базировались:
- Audi A6 (Typ 4B, 1997—2004)
- Audi S6 (Typ 4B, 2001—2003)
- Audi RS6 (Typ 4B, 2002—2004)
- Audi Allroad Quattro (Typ 4Z, 2000—2005)

## C6
Платформа C6 (Typ 4F) выпускалась с 2004 по 2011 год. На платформе базировались:
- Audi A6 (2004—2011)
- Audi S6 (2006—2011)
- Audi RS6 (2008—2011)
- Audi A6 Allroad Quattro (2007—2012)